# Rio Cremenea
O Rio Cremenea é um rio da Romênia, afluente do Buzăiel, localizado no distrito de Braşov.